# Duell der Magier
Duell der Magier (Originaltitel The Sorcerer’s Apprentice, deutsch Der Zauberlehrling) ist ein US-amerikanischer Fantasy-Abenteuerfilm von Produzent Jerry Bruckheimer aus dem Jahre 2010. Der Film startete am 2. September 2010 in den deutschen Kinos.

## Handlung
Es herrscht Krieg zwischen den Zauberern mit den Seiten Merlin und Morgana. Merlin hat drei Lehrlinge: Veronica, Balthazar und Horvath. Im Jahre 740 nach Christus wird Merlin von Morgana tödlich verletzt, als diese ihm einen mächtigen Zauber entwendet, mit dem sie die Welt der Menschen vernichten kann. Um Morgana zu stoppen, nimmt Veronica Morganas Seele in sich auf. Balthazar kann die Seelen Veronicas und Morganas in einem Seelengral in Form der Matrjoschka-Puppen einschließen. Im Laufe der Zeiten gelingt es Baltazar, viele weitere mit Morgana verbundene Zauberer festzusetzen. Zu diesen gehört Horvath, der sich von Merlin abgewandt hatte und auf Seiten Morganas kämpft.
Zwölf Jahrhunderte später: David „Dave“ Stutler ist ein introvertiertes Kind in New York City. Bei einem Schulausflug trifft er auf Balthazar, der seit über tausend Jahren nach dem Nachfolger Merlins sucht. Nur dieser Nachfolger kann Morgana töten. Dave scheint der Gesuchte zu sein und erhält von Baltazar Merlins magischen Drachenring. Versehentlich lässt Dave Horvath aus dem Seelengral entkommen. Beim anschließenden Kampf werden Balthazar und Horvath für zehn Jahre in einem Gefäß eingeschlossen. Die Begegnung mit den Zauberern verstört den jungen Dave und belastet ihn für lange Zeit.
Nach zehn Jahren ist Dave ein hochbegabter, immer noch introvertierter und schüchterner Physik-Student. In einer stillgelegten U-Bahn-Station experimentiert er mit Tesla-Transformatoren, die Plasmablitze aussenden. Bei einer Vorlesung entdeckt er seine große Jugendliebe Becky wieder. Aus dem Gefäß entkommen suchen die verfeindeten Balthazar und Horvath nach Dave und nach dem Seelengral. Balthazar bildet den widerstrebenden Dave zum Zauberer aus. Horvath heuert den Showmagier Drake Stone an, der ebenfalls zur Partei Morganas gehört. Horvath und Stone bringen den Seelengral unter ihre Kontrolle.
Horvath verzaubert Stone mit Hilfe des Parasitenzaubers, um dessen magischen Ring und Zauberkraft zu übernehmen. Er befreit dann die Hexe Abigail Williams aus dem Gral, die Becky kidnappt. Danach eignet sich Horvath auch Abigails magische Fähigkeiten an. Als Balthazar und Dave den Seelengral zurückholen wollen, übergibt Dave Horvath den Drachenring, um Becky zu retten. Mit dem Seelengral und drei zusätzlichen Zauberkräften verschwindet Horvath. Trotz Schock und Verwirrung entschließt sich Becky, Dave im abzusehenden Showdown mit Morgana und Horvath beizustehen. Da Dave keinen Zauberring mehr hat, will er seine Physikkenntnisse nutzen.
Horvath befreit Morgana – in der körperlichen Gestalt von Veronica – aus dem Seelengral. In einem vorbereiteten Pentakel aus Energie beginnt Morgana mit der Wiedererweckung einer Armee toter Zauberer, um die menschliche Welt zu vernichten. Balthazar unterliegt Horvath im Kampf und kann nur knapp von Dave gerettet werden, der Horvath mit Plasmablitzen aus einem umgebauten Auto ausschaltet. Es gelingt Becky, das Pentagramm aus Energie zu unterbrechen. Balthazar will sich wie einst Veronica opfern, um Morganas Seele zu übernehmen. Veronicas Körper wird befreit. Morgana entkommt aber, greift sofort an und verletzt Balthazar schwer. Dave kann im letzten Augenblick eine Schutzwand gegen Morgana errichten. Diese Macht hat ohne Zauberring nur der Nachfolger Merlins. Dave kann Morgana aber nicht überwinden und trifft mit seinem Zauber eine Trafostation, aus der sich anschließend Kabel in Richtung umstehender Straßenlaternen schlängeln. Morgana gesteht Dave große magische Fähigkeiten zu, hält sich aber für überlegen. Morgana wird schließlich aus Richtung der Laternen von starken Plasmablitzen getroffen; Dave kann sie dann vernichten.
Blake ist gestorben, wird aber von Dave wiederbelebt. Balthazar und Veronica sind endlich vereint, und auch Dave und Becky gestehen sich ihre Liebe. Von Horvath bleibt sein Hut. Nach dem Abspann sieht man den Hut in Balthazars Laden liegen. Eine Gestalt, die an Horvath erinnert, nimmt den Hut und verschwindet.

## Produktion
Der Film wurde von Walt Disney Pictures produziert. Zum größten Teil wurde der Film in New York City gedreht. Kostümdesigner war Michael Kaplan, Set-Dekorateur George DeTitta Jr.

## Elemente ausDer Zauberlehrling
Ähnlich wie im Gedicht Der Zauberlehrling von Johann Wolfgang von Goethe verliert Dave die Kontrolle über einen Zauber und gerät in große Not. Wie in der Szene in Fantasia, in der Micky Maus in die Rolle des Zauberlehrlings schlüpft, wurde die Szene im Duell der Magier mit dem Musikstück Der Zauberlehrling von Paul Dukas hinterlegt. Auch die Szene, in der Dave versucht, den Wischmop mit dem Beil zu spalten und nur die Schatten an der Wand sichtbar sind, wurde Fantasia nachgestellt.

## Musik
Die Filmmusik wurde von Trevor Rabin komponiert und in einem Album am 6. Juli 2010 bei Walt Disney Records veröffentlicht. Das 2009 auf dem Album Waking Up erschienene Lied Secrets von OneRepublic wird ebenfalls im Film verwendet.

## Kritiken
Der Film wurde insgesamt mäßig beurteilt. Neben den Effekten wurde Nicolas Cages Darstellung und die Selbstironie des Films gelobt. Bemängelt wurde das schwache Drehbuch und die abgedroschene Handlung.

„An den fliegenden Energiebällen und Feuerstrahlen hat man sich bald satt gesehen, der Rest ist farbenfrohes Augenfutter für „Harry-Potter“-Süchtige mit einem Touch „Ghostbusters“-Krawall. Fazit: Effektreiche Fantasy-Actionkomödie, der auf halber Strecke die Luft ausgeht.“

„Cage fühlt sich einmal mehr sichtlich wohl, eine Figur mit Hang zum Mysteriösen zu porträtieren und hat das zusätzliche Vergnügen eine rasante übernatürliche Autoverfolgungsjagd zu absolvieren. Bei den Zaubereinlagen wird nicht mit bombastischen Brimborium gespart und Plasma- und Feuerbälle werden mit Elan durch die Lüfte geschleudert. Der romantische Subplot bleibt hingegen eher lauwarm, doch dem Spaß am herzhaften Hokuspokus tut dies keinen Abbruch.“

„Okay, die abgedroschene Handlung ist ganz sicher nicht der Grund, warum man sich ‚Duell der Magier‘ anschauen sollte. Aber dafür entwickelt der Film durchaus Qualitäten an anderer Stelle. Die omnipräsenten Computereffekte vom feuerspeienden Drachen in Chinatown bis zum gereizten Bullen vor der New Yorker Börse sind makellos […]. Was weit mehr überrascht, ist die Selbstironie, die Jon Turteltaub seinem wilden Magie-Mix unterrührt. […] ‚Duell der Magier‘ ist klassische Fantasy-Unterhaltung im modernen CGI-Gewand – angereichert mit einer gesunden Portion Selbstironie.“